# Monastero di Santa Maria delle Cacce
Il monastero di Santa Maria delle Cacce si trova a Pavia vicino alle Mura spagnole.

## Storia al tempo dei longobardi
Fondato nell'VIII secolo da un re longobardo, Rachis o Desiderio, era abitato da monache benedettine. Inizialmente chiamata "Santa Maria foris portam" poiché si trovava appena fuori dalla più antica cinta della città, presso la porta all'estremità orientale del decumano massimo, assunse l'attuale denominazione dal XIV secolo, forse perché sorgeva presso un parco reale destinato alla caccia. La zona fu inclusa all'interno della città con l'ampliamento della cinta nel X secolo. Nello stesso periodo iniziò la grandezza del monastero, ad opera soprattutto dell'imperatrice Teofano, che ne fece ampliare e ricostruire gli edifici e concesse privilegi e terre. Queste si concentravano soprattutto nell'Oltrepò Pavese, a Montalto Pavese, Oliva Gessi e Casteggio; in particolare il possesso di Mairano presso Casteggio durò fino alla soppressione del monastero. In queste zone il monastero ebbe anche il giuspatronato su molte chiese.
Nel XVIII secolo il monastero, che rimase sempre nell'ordine benedettino, contava circa cinquanta monache, ed era uno dei principali della città. Nel 1799, come quasi tutti i monasteri pavesi, fu soppresso e i suoi beni incamerati. Oggi è sede di una scuola media intitolata a Felice Casorati.

## Descrizione

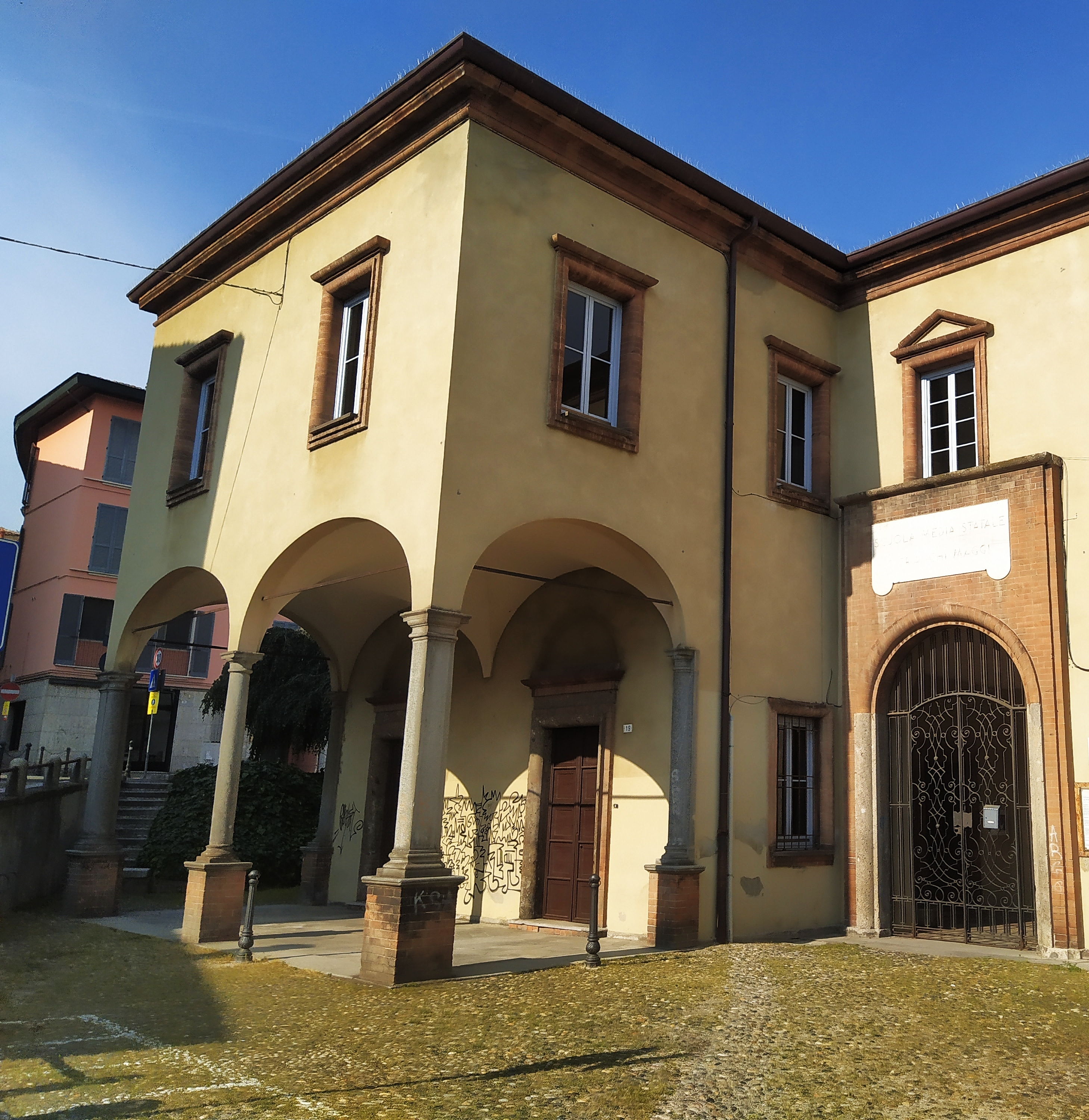
Uno degli ingressi del monastero

L'edificio del monastero e la chiesa esistono ancora: si trovano in Via Scopoli, in posizione aperta ed elevata. Il chiostro cinquecentesco, arioso e armonico, è utilizzato come edificio scolastico. L'edificio di età longobarda era dotato di tre navate e tre absidi, ma rifacimenti seicenteschi fecero scomparire questi elementi: delle antiche colonne romane in marmo di spoglio una si vede ancora oggi inserita nel perimetrale nord del coro moderno. La chiesa della fine del XVII secolo è un grazioso edificio barocco, interamente affrescato nel XVI secolo, che conserva una finestrella e una colonnina e la cripta del primitivo edificio longobardo. La cripta è articolata in tre ambienti corrispondenti alle tre absidi dell'originaria chiesa, collegati da un corridoio trasversale connesso alle estremità con scale. La cripta presenta una pianta diversa dal modello romano gregoriano della cripta semianulare di San Pietro. Nelle sue linee architettoniche e nelle sue scelte formali antiquarie la chiesa pavese costituiva un precedente prezioso per la chiesa di San Salvatore a Brescia, eretta da Desiderio e dalla moglie Ansa attorno al 755. L'area fu oggetto di scavi archeologici nel 1979.

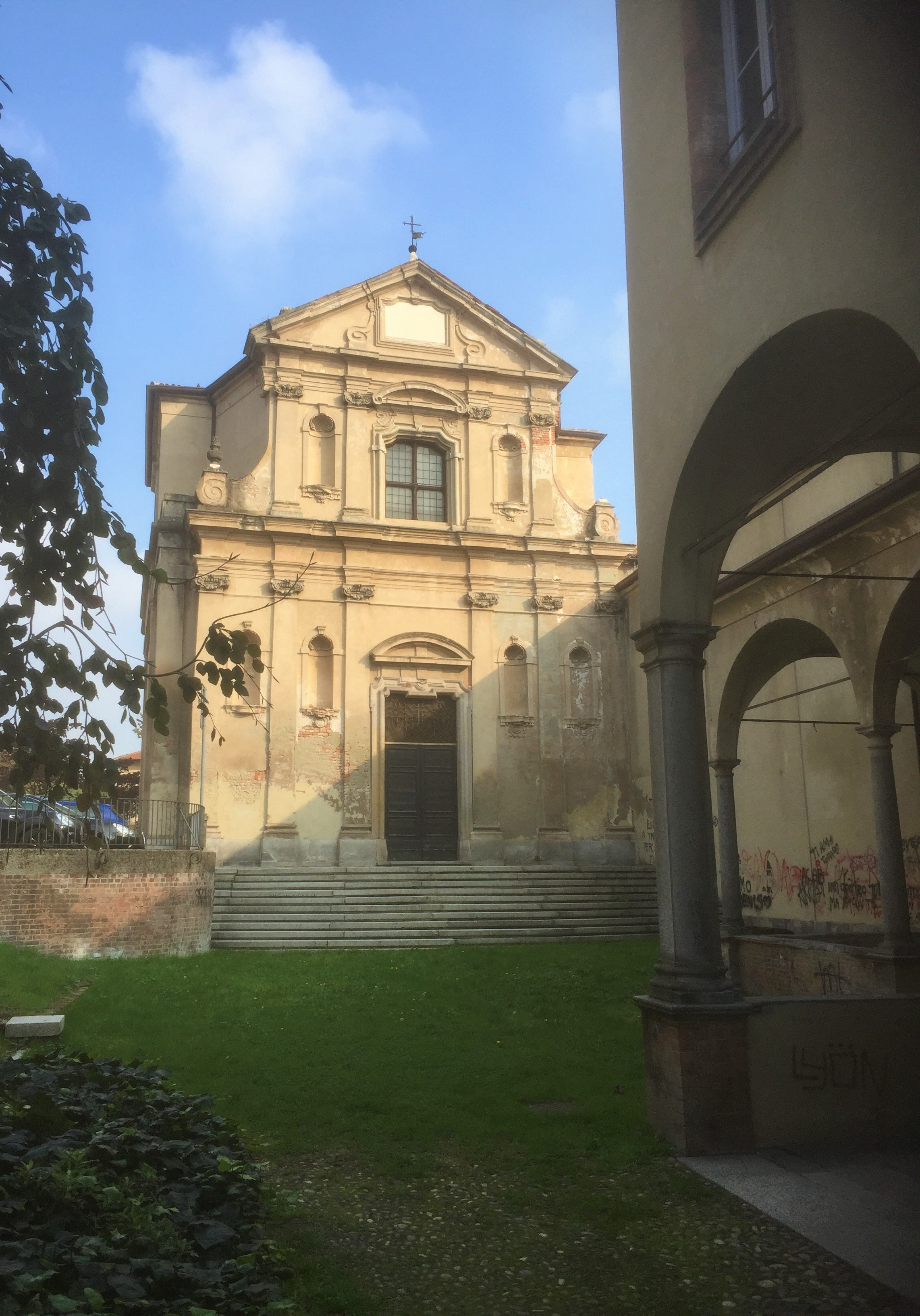
la facciata.
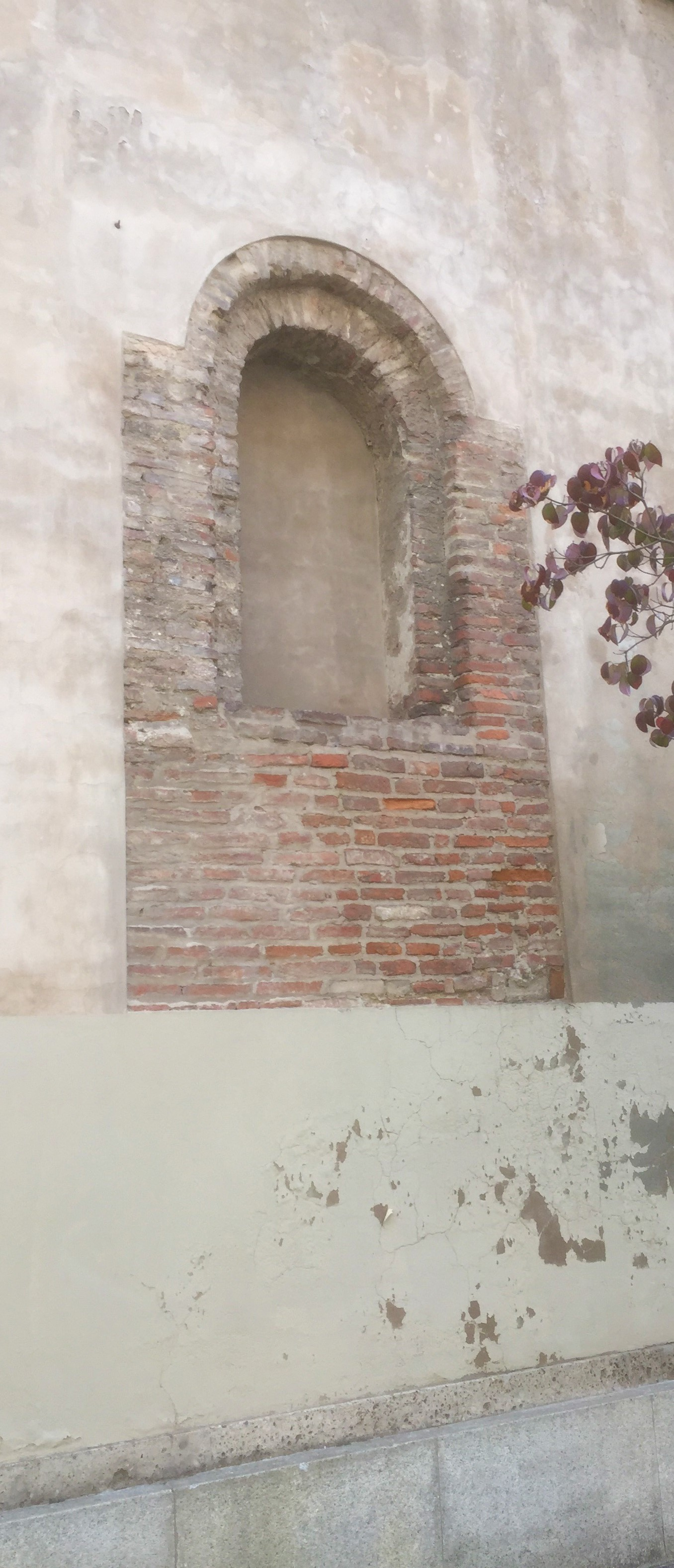
Finestra di età longobarda-
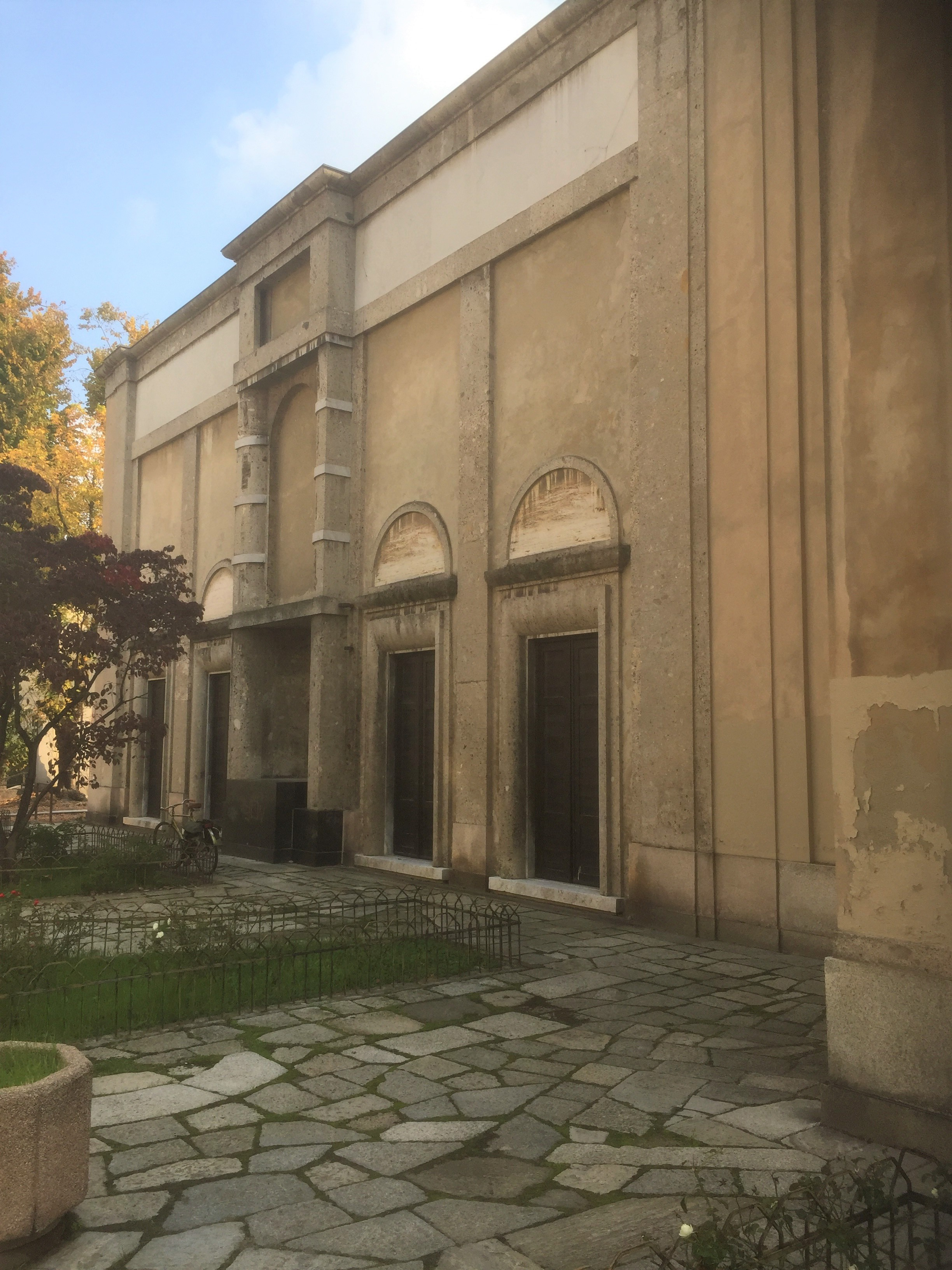
Le aggiunte del 1936.
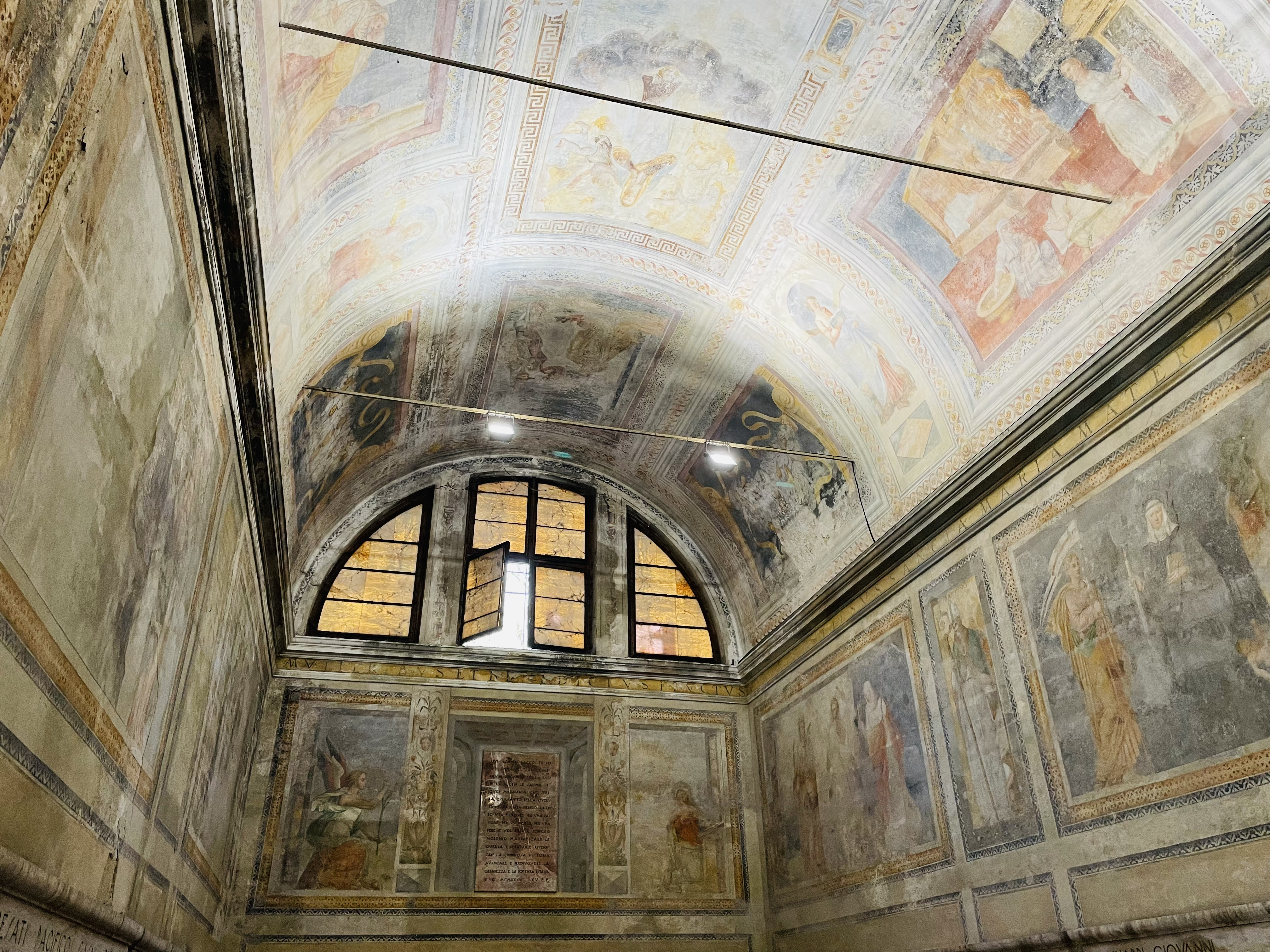
Il coro delle monache, XVII secolo.
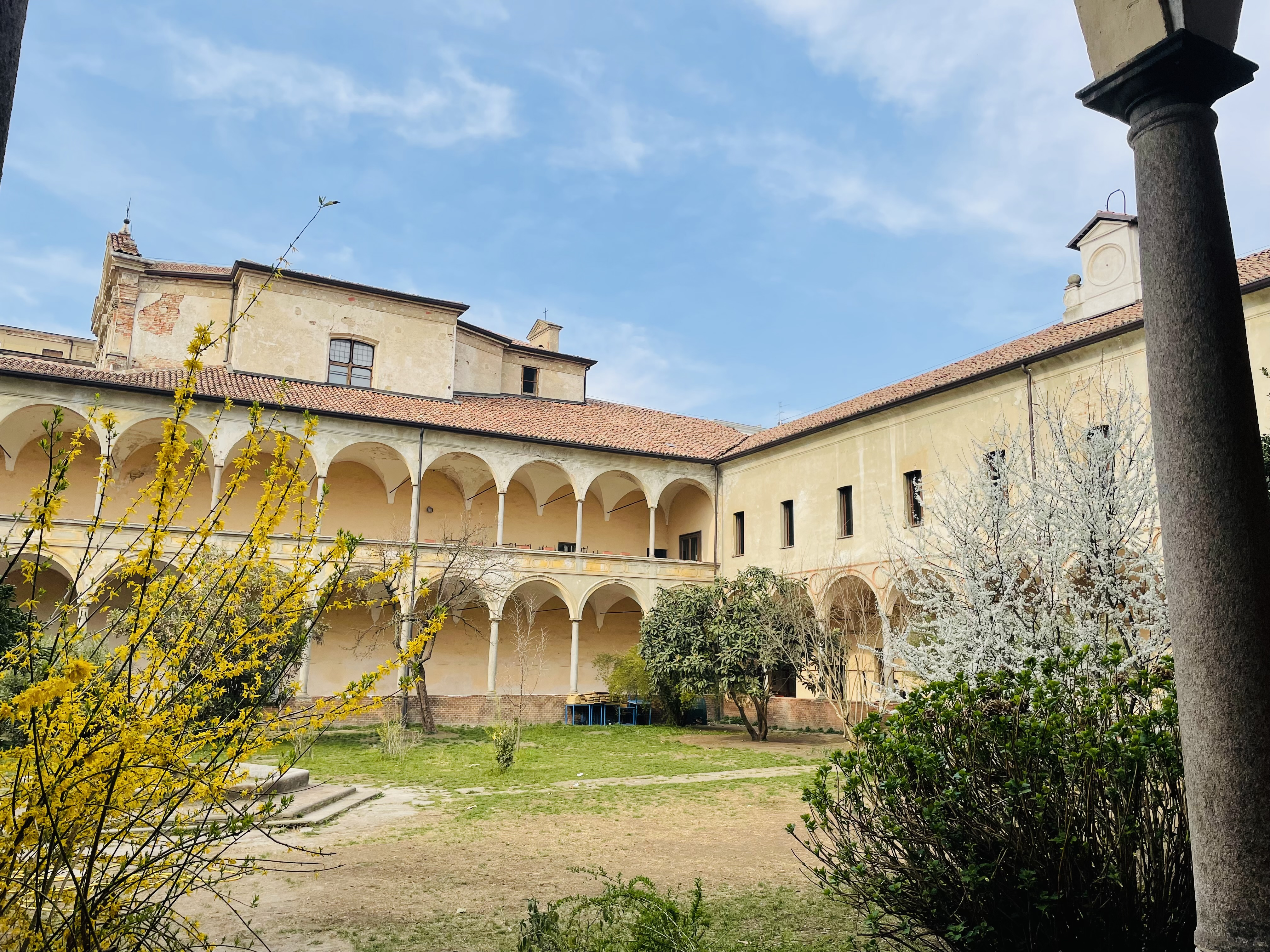
Il chiostro, XVI secolo.
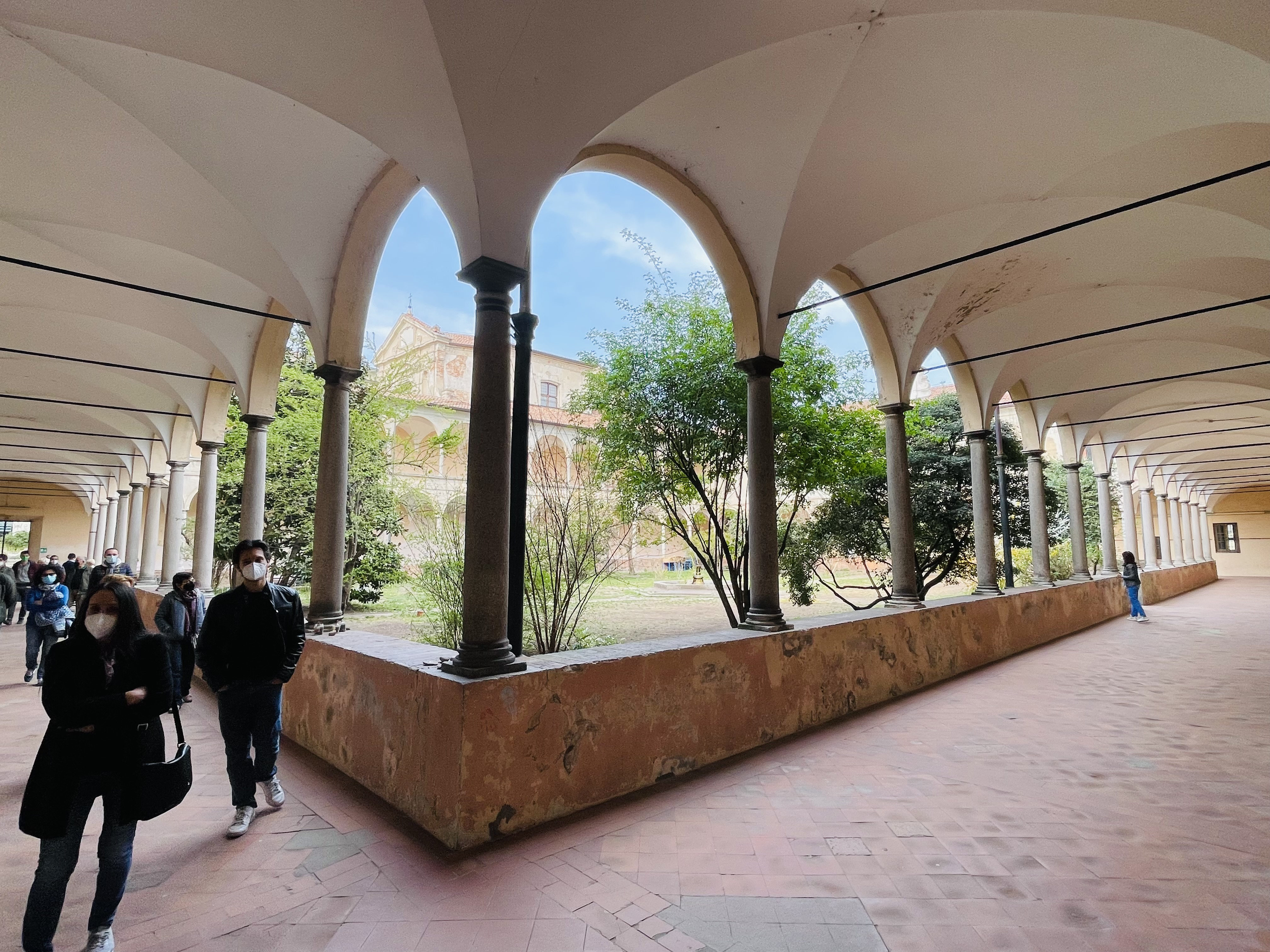
Il chiostro.